# C'è spazio per tutti
(Piergiorgio Odifreddi, C'è spazio per tutti)
C'è spazio per tutti è un saggio divulgativo del matematico Piergiorgio Odifreddi, pubblicato nel 2010. Il saggio – che nelle intenzioni dell'autore aprirebbe una serie di quattro volumi dedicati alla matematica - si configura come una narrazione divulgativa della geometria, della sua potenza descrittiva e delle sue bellezze.
La trattazione intende essere di tipo narrativo e scorrevole: difatti propone un'analisi storica, a partire dai filosofi Greci fino all'arte contemporanea, e al tempo stesso una descrizione rigorosa dei concetti geometrici.

## Premi
Il 5 maggio 2011 il libro ha vinto il Premio letterario Galileo per la divulgazione scientifica.

## Edizioni
- Piergiorgio Odifreddi, C'è spazio per tutti. Il grande racconto della geometria, Milano, Arnoldo Mondadori Editore, 2010,  p. 280.